# Brandon Simpson
Brandon Simpson (6 settembre 1981) è un ex velocista giamaicano naturalizzato bahreinita.

## Palmarès

### Mondiali
- 3 medaglie:
  - 2 argenti (Edmonton 2001 nella staffetta 4x400 m; Parigi 2003 nella staffetta 4x400 m)
  - 1 bronzo (Helsinki 2005 nella staffetta 4x400 m)

### Mondiali Under 20
- 2 medaglie:
  - 1 oro (Santiago del Cile 2000 nella staffetta 4x400 m)
  - 1 argento (Santiago del Cile 2000 nei 400 m piani)

### Campionati centroamericani e caraibici
- 1 medaglia:
  - 1 argento (Città del Guatemala 2001 nei 400 m piani)